# Gnathoncus umbrettarum
Gnathoncus umbrettarum är en skalbaggsart som beskrevs av Thérond 1952. Gnathoncus umbrettarum ingår i släktet Gnathoncus och familjen stumpbaggar. Inga underarter finns listade i Catalogue of Life.